# Expédition 63 (ISS)
Insigne de la mission
Équipage de l'expédition 63
Chronologie
Expédition 62 Expédition 64
L'expédition 63 est le 63e roulement de l'équipage de l'ISS. L'expédition se déroule du 17 avril au 21 octobre 2020 et est commandée par l'astronaute Chris Cassidy.

## Équipage
| Rôle               | Avril à mai                                      | Mai à août                                       | Août à octobre                                   | Octobre                                            |
| ------------------ | ------------------------------------------------ | ------------------------------------------------ | ------------------------------------------------ | -------------------------------------------------- |
| Commandant         | Christopher Cassidy - NASA Troisième vol spatial | Christopher Cassidy - NASA Troisième vol spatial | Christopher Cassidy - NASA Troisième vol spatial | Christopher Cassidy - NASA Troisième vol spatial   |
| Ingénieur de vol 1 | Anatoli Ivanichine - RSA Troisième vol spatial   | Anatoli Ivanichine - RSA Troisième vol spatial   | Anatoli Ivanichine - RSA Troisième vol spatial   | Anatoli Ivanichine - RSA Troisième vol spatial     |
| Ingénieur de vol 2 | Ivan Vagner - RSA Premier vol spatial            | Ivan Vagner - RSA Premier vol spatial            | Ivan Vagner - RSA Premier vol spatial            | Ivan Vagner - RSA Premier vol spatial              |
| Ingénieur de vol 3 |                                                  | Douglas Hurley - NASA Troisième vol spatial      |                                                  | Sergueï Ryjikov - RSA Deuxième vol spatial         |
| Ingénieur de vol 4 |                                                  | Robert Behnken - NASA Troisième vol spatial      |                                                  | Sergueï Koud-Skvertchkov - RSA Premier vol spatial |
| Ingénieur de vol 5 |                                                  |                                                  |                                                  | Kathleen Rubins - NASA Deuxième vol spatial        |

## Déroulement
L'expédition débute le 16 avril 2020, lorsque le Soyouz MS-15 a quitté la Station.
Les délais du Commercial Crew Program risquant de laisser Cassidy seul Américain à bord pour une longue période, Ivanichine a été entraîné sur la combinaison spatiale américaine, pour l'accompagner si une sortie non programmée devait être réalisée. Dans la même optique, Vagner a été entraîné sur le bras robotique Canadarm 2 pour les assister depuis l'intérieur de la Station.
Les deux cosmonautes prélèvent des échantillons de sang, de salive et de cheveux pour étudier les effets du vol spatial sur le système immunitaire et sur le métabolisme. Ils réalisent également des observations cardiaques pour documenter l'adaptation du cœur à la microgravité.
Chris Cassidy et Anatoli Ivanichine ayant signalé souffrir de troubles de la vision, le duo réalise des examens oculaires avec un instrument à ultrason, pour permettre à des équipes de recherche au sol d'étudier la rétine, la cornée et le nerf optique. L'examen est ensuite reproduit avec un appareil de tomographie en cohérence optique.
L'amarrage du Crew Dragon Demo-2 le 31 mai 2020 marque le premier amarrage d'un véhicule habité américain depuis le retrait du service de la Navette spatiale en 2011. Ce vol d'essai du véhicule de SpaceX permet à Douglas Hurley et Robert Behnken d'intégrer l'équipage de la Station, pour valider le séjour orbital de la capsule.
Hurley et Behnken mènent des recherches sur le comportement des bulles dans les microfluides. Leurs travaux doivent pouvoir améliorer les systèmes d'oxygène des véhicules spatiaux, et pourrait avoir des applications en médecine pour l'administration de médicaments par patch. Hurtley étudie également comment les fluides et les gaz se comportent dans des réservoirs de différentes formes.
Le 26 juin 2020, Chris Cassidy et Bob Behnken réalisent une sortie extravéhiculaire pour installer une batterie lithium-ion sur la poutre de la Station. La sortie a duré six heures et sept minutes.
Le 1er juillet 2020, Cassidy et Behnken réalisent une nouvelle sortie de six heures pour poursuivre le remplacement de batteries sur la Poutre.
Le 16 juillet 2020, Cassidy et Behnken réalisent une sortie de six heures pour terminer le remplacement des batteries sur la Poutre. Ils ont retiré six anciennes batteries nickel-hydrogène et installé trois batteries lithium-ion. Cette sortie conclut plus de trois ans d'efforts pour remplacer et moderniser les batteries à l'extérieur de la Station.
Le 21 juillet 2020, Cassidy et Behnken font une sortie de cinq heures et 29 minutes pour installer une unité de stockage. Sur la fin de cette sortie, ils ont préparé l'extérieur du module Tranquility pour la réception à venir du sas Bishop, un sas pour déployer des expériences dans l'espace. Ils ont également installé des câbles ethernet et retiré un filtre d'une caméra externe.
La mission prend fin le 21 octobre 2020 avec le départ du vaisseau Soyouz MS-16 qui ramène sur Terre Cassidy, Ivanichine et Vagner.

## Vols non-habités vers la Station
Les missions de ravitaillement qui sont arrivées à la Station au cours de l'Expédition 63 :
| Véhicule - numéro de vol ISS | Pays   | Mission    | Lanceur      | Port d'amarrage | Tir (UTC)                | Amarrage (UTC)          | Désamarrage (UTC)  | Durée              | Désorbitation         |
| ---------------------------- | ------ | ---------- | ------------ | --------------- | ------------------------ | ----------------------- | ------------------ | ------------------ | --------------------- |
| Progress MS-14 - ISS 75P     | Russie | Logistique | Soyuz-2.1a   | Zvezda arrière  | 25 avril 2020, 01:51:41  | 25 avril 2020, 05:11:57 | N/A                | Depuis 1 784 jours | N/A                   |
| Kounotori 9 - HTV-9          | Japon  | Logistique | H-IIB        | Harmony nadir   | 20 mai 2020, 17:31:00    | 25 mai 2020, 14:46      | 18 août 2020 17:36 | 85 jours           | 20 août 2020 07:07    |
| Cygnus NG-14 - CRS NG-14     | USA    | Logistique | Antares 230+ | Unity nadir     | 3 octobre 2020, 01:16:14 | 5 octobre 2020, 12:01   | 6 janvier 2021     | 93 jours           | 26 janvier 2020 20:23 |